# Błonia

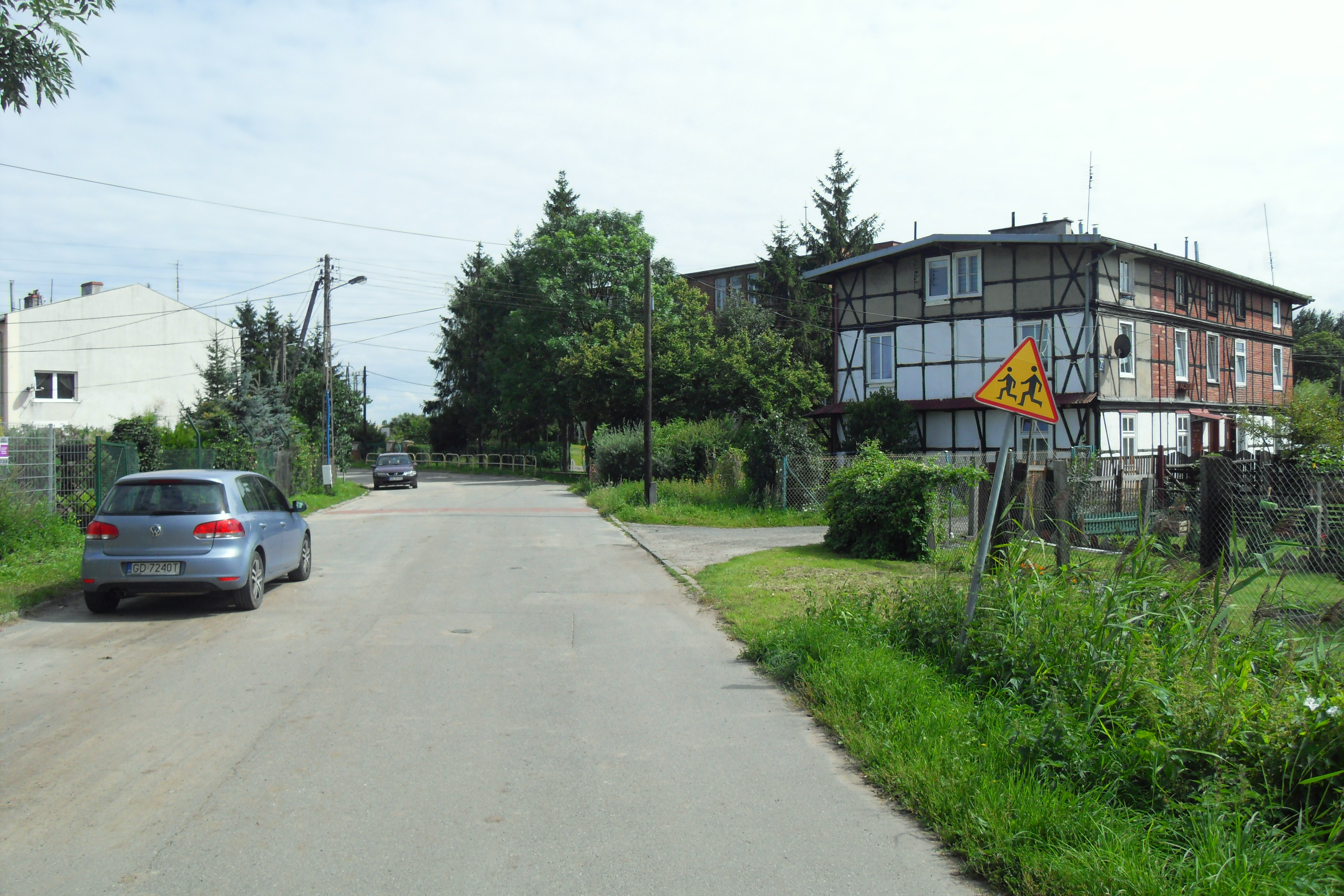
Błonia

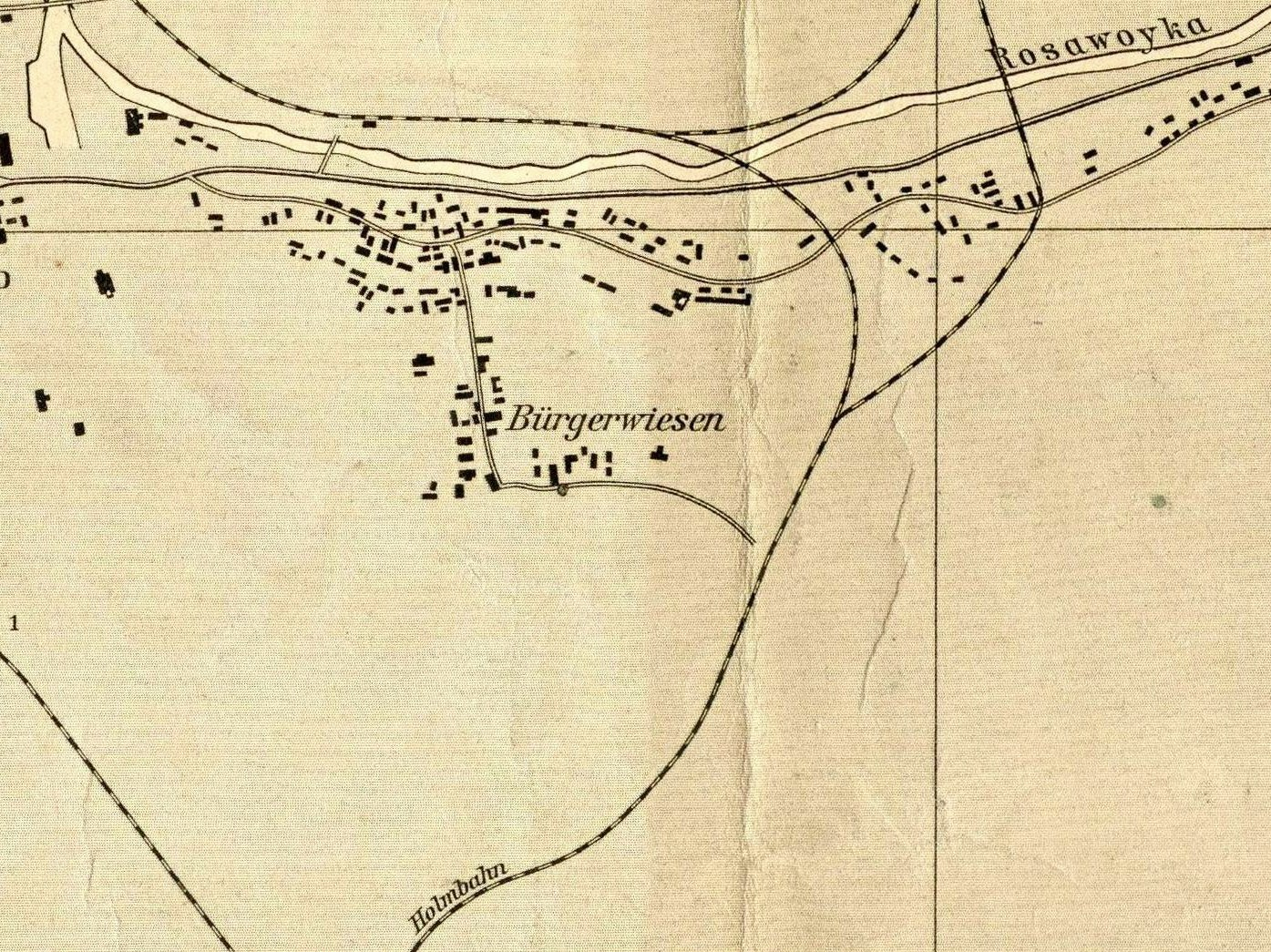
Błonia na mapie z 1909

Błonia (niem. Bürgerwiesen) – osiedle w Gdańsku, w dzielnicy Rudniki.

## Historia
Początkowo były to łąki miejskie z nadania krzyżackiego. Błonia została przyłączona w granice administracyjne miasta w 1933. Należy do okręgu historycznego Niziny. Do 1978 Błonia nosiła nazwę, którą obecnie nosi cała dzielnica - Rudniki.

## Zabudowa osiedla
Obecnie na terenie Błoni znajduje się osiedle robotnicze Miałki Szlak dla pracowników Rafinerii Gdańskiej oraz Portu Północnego, a także drobne zakłady przemysłowe.

## Transport i komunikacja
W Błoni znajduje się kolejowa stacja rozrządowa, a w przyszłości ma tu powstać węzeł drogi krajowej nr 7 (E28, E77) z planowaną Trasą Sucharskiego.